# Jacques Rodrigues
Joseph Jacques Rodrigues-Henriques (Eaubonne, 5 luglio 1886 – Bourg-la-Reine, 17 febbraio 1968) è stato uno schermidore francese.
Partecipò ai Giochi della II Olimpiade di Parigi nella gara di spada individuale, dove fu eliminato al primo turno.